# Antifilosofía
La Antifilosofía es un concepto utilizado para referirse a las posiciones críticas hacia la filosofía, tanto en su concepto como en sus corolarios teóricos y prácticos.
La palabra "antifilosofía" ha sido utilizada como una palabra denigrante, pero recientemente ha adquirido connotaciones más positivas como una oposición a la filosofía más tradicional.
Las visiones de Ludwig Wittgenstein, específicamente su metafilosofía, podría ser conceptuadas como antifilosofía.
La Antifilosofía se declara antiteórica, crítica de las justificaciones a priori, y ve los problemas filosóficos como errores que deben ser disueltos terapéuticamente.

## Antifilosofía y la Metafilosofía de Wittgenstein
En una columna de opinión del New York Times, Paul Horwich señala al rechazo de filosofía de Wittgenstein tan tradicionalmente y actualmente practicado y su "insistencia que lo no nos puede dar la clase del conocimiento generalmente considerado como su razón de ser".
Horwich argumenta que:

Wittgenstein claims that there are no realms of phenomena whose study is the special business of a philosopher, and about which he or she should devise profound a priori theories and sophisticated supporting arguments. There are no startling discoveries to be made of facts, not open to the methods of science, yet accessible "from the armchair" through some blend of intuition, pure reason and conceptual analysis. Indeed the whole idea of a subject that could yield such results is based on confusion and wishful thinking. 

Wittgenstein afirma que no hay reinos de fenómenos cuyo estudio sea el negocio especial de un filósofo, y sobre el cual él o ella deba idear profundas teorías a priori y sofisticados argumentos de apoyo. No se pueden hacer descubrimientos sorprendentes de los hechos, no abiertos a los métodos de la ciencia, pero accesibles "desde el sillón" a través de una combinación de intuición, razón pura y análisis conceptual. De hecho, toda la idea de un tema que podría producir tales resultados se basa en la confusión y las ilusiones.

Horwich concluye que, según Wittgenstein, la filosofía "tiene que evitar la 'construcción de teorías' y en cambio ser meramente 'terapéutica', limitada a exponer las suposiciones irracionales en que las investigaciones teóricamente orientadas están basadas y las conclusiones irracionales a las cuales dirigen".
Además, Horwich argumenta, estas visiones antifilosóficas son centrales a Wittgenstein.

## Ejemplos de posiciones antifilosóficas

### Ética
El "antifilósofo" podría argumentar que, con respecto a la ética,  sólo existe un razonamiento práctico. Por lo tanto, es incorrecto superponer a priori ideas generales de qué es el bien por razones filosóficas. Por ejemplo,  es incorrecto suponer sin más que únicamente la felicidad es lo que importa, como en el utilitarismo. Sin embargo, esto no quiere decir que algún argumento utilitario no pueda ser válido cuando se trata de lo que es correcto en un caso particular.

### Hipótesis del continuo
Considerando la hipótesis del continuo, declara que no hay ningún conjunto estrictamente medible entre el tamaño de los números naturales y el de los números reales. Una idea es que el universo de conjunto debe ser rico, con muchos conjuntos, lo cual lleva a concluir que la hipótesis del continuo es falsa. Este argumento de la riqueza, el antifilósofo podría argumentar, es puramente filosófico e infundado, y por tanto tendría que ser rechazado; manteniendo que la hipótesis del continuo tendría que ser resuelta por argumentos matemáticos. En particular pueda ser el caso de que la cuestión no es matemáticamente significativa o útil, que la hipótesis es tampoco cierta, ni falsa. Es entonces incorrecto estipular, a priori y para razones filosóficas, que la hipótesis del continuo es cierta o falsa.

### Cientificismo
Alineándose con la evolución del conocimiento planteada por Auguste Comte, padre de la sociología, en la que la filosofía era la forma de búsqueda del conocimiento del estado metafísico superado en los tiempos modernos por el estado positivo determinado por el uso de la ciencia y el método científico, la doctrina cientifista plantea que la filosofía como forma de respuesta a las dudas humanas se halla en camino a la obsolescencia, si no ya obsoleta. Para el cientificismo, la filosofía es una disciplina de respuestas plausibles, pero que falla al no hacer comprobación de sus postulados con la realidad física, lo cual necesariamente debe concluir en que es la ciencia, por su imperativo categórico de responder sólo mediante respuestas accesibles y universales a la experiencia sensorial-racional, el estado de conocimiento más acorde con la existencia material, si no el único.